# Benni McCarthy
Benedict Saul "Benni" McCarthy (Fokváros, 1977. november 12. –) dél-afrikai labdarúgó, csatár. 2022 és 2024 között a Manchester United csatáredzője. Legnagyobb sikereit az FC Porto csapatával érte el, de megfordult pályafutása során a Blackburn Roversben és a West Ham Unitedben is. Részt vett a 2002-es világbajnokságon.

## Sikerei, díjai
- Ajax:
  - Holland bajnok: 1998
  - Holland kupagyőztes: 1998, 1999
- Porto:
  - Portugál bajnok: 2004, 2006
  - Portugál kupagyőztes: 2006
  - Portugál szuperkupa-győztes: 2004, 2005
  - UEFA-bajnokok ligája: 2004
  - Interkontinentális kupa: 2004